# 志乃宮風子
志乃宮 風子（しのみや ふうこ、4月7日 - ）は、日本の女性声優。大阪府出身。アーツビジョン所属。

## 来歴
日本ナレーション演技研究所卒業。大阪テレビタレントセンター、大阪テレビタレントビューロー、深川とっくり座、ICHIGEN、KAZENOKOを経てアーツビジョン所属。

## 人物
方言は大阪弁。
趣味・特技は温泉旅行、観劇、サイクリング、大阪弁、水泳、卓球。　

## 出演

### テレビアニメ
- クレヨンしんちゃん（1993年 - 2001年、ひとし〈初代〉、スコーピオン斎藤、交通誘導警備員、かすかべクマドリーズのヤンママ 他）
- 行け!稲中卓球部（1995年、松田）
- 怪盗セイント・テール（1995年、少年A）
- キューティーハニーF（1997年、ペガサスパンサー）
- 忍たま乱太郎（1998年 - 2025年[2]、佐武虎若〈代役〉、池田三郎次〈2代目〉[3]、裏々山キノコ協同組合副組合長〈代役〉、イネムリ姫 他）
- THE ビッグオー（1999年）
- ∀ガンダム（1999年、おばさんB）
- あたしンち（2003年）
- 人間交差点（2003年、山田）
- 爆裂天使（2004年、魚屋の女将）
- 名探偵コナン（2009年 - 2023年、おばあちゃん、おばちゃん、万田鈴、大久保勝子、菅野静、知苑禄江）

### 劇場アニメ
- クレヨンしんちゃん ヘンダーランドの大冒険（1996年、ひとし）
- 犬夜叉 天下覇道の剣（2003年、乳母）

### OVA
- 天気になあれ（ジュン）

### ゲーム
- 忍たま乱太郎 学年対抗戦パズル!の段（2010年、池田三郎次[4]）

### ドラマCD
- 忍たま乱太郎 ドラマCD シリーズ（2011年 - 2015年、池田三郎次） - 3作品[一覧 1]

### 吹き替え
- クルックリン

### ナレーション
- VP 大阪ガス

### CM
- サザンオールスターズ「BOBO no.5」
- 東芝EMI タイムスリップランデヴー「約束の地」（ナレーション）
- ナショナル ななめドラム洗濯機（アコム 他）

### 舞台
- 深川とっくり座
  - 丹青の「金名竹は風呂敷の紙入れ」
  - 丹青の「井戸の茶わん」他
- ICHIGEN
  - 「虹彩〜IRIS〜」
  - 「獰猛犬」
- 朗読劇「はだしのゲン」
- 朗読劇「ユメジュウヤ〜キミヲ愛ス〜」

### その他コンテンツ
- たまごっちワールド 木のおばさん（きちゃっタワー）
- こどもちゃれんじ しまじろう

### シリーズ一覧
1. ↑  『火薬委員会の段』（2011年）、『二年生の段』（2014年）、『い組の段〜中巻〜』（2015年）